# Ron Henry
Ronald Patrick „Ron“ Henry (* 17. August 1934 in Shoreditch; † 27. Dezember 2014 in Harpenden) war ein englischer Fußballspieler. Als linker Verteidiger war er Stammspieler in der Mannschaft von Tottenham Hotspur, die 1961 die englische Meisterschaft, zweimal den FA Cup (1961, 1962) und in der Saison 1962/63 den europäischen Pokalsiegerwettbewerb gewann.

## Sportlicher Werdegang
Henry wurde im Londoner East End als eines von sechs Kindern geboren. Seine ersten fußballerischen Erfahrungen sammelte er als Flügelspieler, bevor er zum Abwehrspieler umfunktioniert wurde. Er leistete seinen Wehrdienst bei der Royal Artillery in Woolwich ab und wurde von den Talentscouts von Tottenham Hotspur bei einem Spiel der Militärmannschaft – wie auch sein späterer Mitspieler Terry Dyson – entdeckt. Nach seiner Entlassung aus der Armee schloss er sich im März 1953 den „Spurs“ unter Trainer Arthur Rowe auf Amateurbasis an. Henry arbeitete sich langsam in der Hierarchie nach oben und nach seiner Beförderung zum Profi im Januar 1955 debütierte er im April 1955 als Vertretung für Harry Clarke als Mittelläufer gegen Huddersfield Town (0:1). Danach ging es für ihn aber wieder zurück in die Reserve des Vereins, was hauptsächlich an dem Waliser Mel Hopkins lag, der als einer der besten linken Verteidiger im englischen Fußball zu der Zeit galt – Henrys bevorzugte Position war ebenfalls dort zu finden. Erst als sich Hopkins im November 1959 bei einem Spiel für Wales die Nase brach und für einige Wochen ausfiel, bot sich ihm eine nachhaltige Chance und Henry wusste sie zu nutzen. Der neue Trainer Bill Nicholson mochte Henrys Spielweise, die sich durch Zuverlässigkeit, eine hohe Einsatzbereitschaft und Spielintelligenz auszeichnete. Dazu schätzte Nicholson Henrys „eleganten Laufstil“, der sich deutlich von dem seines walisischen Konkurrenten unterschied, der mit seinen langen Beinen staksig wirkte. Im Gegensatz zu Hopkins fehlte es Henry zwar an Offensivdrang und Schnelligkeit; stattdessen brachte er Zweikampfstärke, einen kühlen Kopf und gutes Stellungsspiel mit – nach Balleroberungen bevorzugte er dann den kurzen Pass zum Mitspieler und dementsprechend blieb er weitgehend fehlerfrei.
Als Tottenham in der Saison 1960/61 das Double aus englischer Meisterschaft und FA Cup gewann, verpasste Henry kein einziges Spiel. Auch im folgenden Jahr, als die Spurs den Pokal verteidigten, war er eine feste Größe und ermöglichte Hopkins nur einen einzigen Auftritt als Ersatzmann. Erneut „dauerpräsent“ war er in der Saison 1962/63, die Tottenham den Erfolg im Europapokal der Pokalsieger brachte. In diesem Jahr absolvierte er auch sein erstes und einziges A-Länderspiel für England. Die Partie, die Ende Februar 1963 gleichzeitig die erste in der Amtszeit des späteren Weltmeistertrainers Alf Ramsey war, ging in Paris deutlich mit 2:5 gegen Frankreich verloren und fortan reifte Ray Wilson bei den „Three Lions“ zur Dauerlösung auf Henrys Position. In Tottenham hielt er sich jedoch noch bis zum Ablauf der Saison 1964/65, bevor er von dem jungen Cyril Knowles verdrängt wurde. Knowles war im Gegensatz zu Henry ein Außenverteidiger modernerer Prägung, der auf der Außenbahn zu Offensivläufen ansetzte und die Aufgabe nicht ausschließlich defensiv interpretierte. Henry, der Knowles zu Beginn quasi noch mentoriell begleitet hatte, verbrachte seine letzten Spielerjahre in der Reservemannschaft. Dort war er gleichsam für die Förderung junger Talente verantwortlich, zu denen beispielsweise Joe Kinnear gehörte. Im Jahr 1967 beendete er seine aktive Laufbahn. Er hatte 247 Ligaspiele für Tottenham bestritten und ein einziges Tor geschossen – zur allgemeinen Überraschung der Anwesenden den 1:0-Siegtreffer per Weitschuss am 6. Februar 1965 gegen den späteren Meister Manchester United.
Henry blieb auch danach Tottenham treu und war Trainer in der vereinseigenen Jugendakademie – einer seiner Schüler war Enkel Ronnie. Neben dem Fußball betrieb er eine Gärtnerei, die neben seinem Haus in Redbourn lag, und später einen Kindergarten. Bis ins hohe Alter beteiligte er sich zudem an Führungen in Tottenhams Stadion White Hart Lane, bevor er 2006 diese Tätigkeit aus Gesundheitsgründen aufgab. Ende 2014 verstarb er im Alter von 80 Jahren.

## Titel/Auszeichnungen
- Europapokal der Pokalsieger (1): 1963
- Englische Meisterschaft (1): 1961
- Englischer Pokal (2): 1961, 1962
- Charity Shield (2): 1961, 1962